# Minor Bandits
Minor Bandits, egentligen Joakim Törnqvist,är en svensk musikproducent och låtskrivare som var medlem i popgruppen Polynezia. Joakim har producerat och skrivit musik åt bland andra Bosson, Danny Saucedo, Black Jack, Barbados m.m.
2014 Pink Pistols - I am somebody (writer & producer) Melodifestivalen SVT.
2015 Michael Learns To Rock - I’ll Wait for you (Joakim Törnqvist, Jascha Richter)